# Grécia nos Jogos Olímpicos de Verão de 2012
A Grécia competiu nos Jogos Olímpicos de Verão de 2012, que aconteceram na cidade de Londres, no Reino Unido, de 27 de julho até 12 de agosto de 2012.

## Desempenho

### Atletismo
Masculino
| Atleta               | Evento          | Preliminar | Preliminar | Quartas-de-final | Quartas-de-final | Semifinal | Semifinal | Final       | Final       |
| Atleta               | Evento          | Marca      | Posição    | Marca            | Posição          | Marca     | Posição   | Marca       | Posição     |
| -------------------- | --------------- | ---------- | ---------- | ---------------- | ---------------- | --------- | --------- | ----------- | ----------- |
| Konstadínos Baniótis | Salto em altura | 2,21m      | 25º        |                  |                  |           |           | Não avançou | Não avançou |

### Canoagem slalom
Masculino
| Atleta             | Evento | Preliminar | Preliminar | Preliminar | Preliminar | Semifinais  | Semifinais  | Final       | Final       |
| Atleta             | Evento | Descida 1  | Descida 2  | Total      | Posição    | Tempo       | Posição     | Tempo       | Posição     |
| ------------------ | ------ | ---------- | ---------- | ---------- | ---------- | ----------- | ----------- | ----------- | ----------- |
| Christos Tsakmakis | C-1    | 165s79     | 105s22     | 105s22     | 15º        | Não avançou | Não avançou | Não avançou | Não avançou |

### Halterofilismo
Masculino
| Atleta            | Evento | Arranque (kg) | Arremesso (kg) | Total (kg) | Posição |
| ----------------- | ------ | ------------- | -------------- | ---------- | ------- |
| David Kavelasvili | -94kg  | 170,0         | 200,0          | 370,0      | 13º     |

### Natação
Masculino
| Atletas            | Evento       | Eliminatórias | Eliminatórias | Semifinal   | Semifinal   | Final       | Final       |
| Atletas            | Evento       | Tempo         | Posição       | Tempo       | Posição     | Tempo       | Posição     |
| ------------------ | ------------ | ------------- | ------------- | ----------- | ----------- | ----------- | ----------- |
| Ioannis Kalargaris | 50 m livre   | 22s80         | 30º           | Não avançou | Não avançou | Não avançou | Não avançou |
| Kristian Gkolomeev | 100 m livre  | 50s08         | 31º           | Não avançou | Não avançou | Não avançou | Não avançou |
| Andreas Vazaios    | 200 m medley | 2min01s23     | 26º           | Não avançou | Não avançou | Não avançou | Não avançou |
| Ioannis Drymonakos | 400 m medley | 4min47s04     | 17º           |             |             | Não avançou | Não avançou |

Feminino
| Atletas          | Evento          | Eliminatórias | Eliminatórias | Semifinal   | Semifinal   | Final       | Final       |
| Atletas          | Evento          | Tempo         | Posição       | Tempo       | Posição     | Tempo       | Posição     |
| ---------------- | --------------- | ------------- | ------------- | ----------- | ----------- | ----------- | ----------- |
| Nery Niangkouara | 100 m livre     | 56s63         | 32º Q         | Não avançou | Não avançou | Não avançou | Não avançou |
| Kristel Vourna   | 100 m borboleta | 58s74         | 16º Q         | 58s31       | 12º         | Não avançou | Não avançou |

### Remo
Masculino
| Equipe                                     | Evento           | Eliminatórias | Eliminatórias | Repescagem | Repescagem | Quartas | Quartas | Semifinal | Semifinal | Final   | Final                |
| Equipe                                     | Evento           | Tempo         | Posição       | Tempo      | Posição    | Tempo   | Posição | Tempo     | Posição   | Tempo   | Posição (Pos. final) |
| ------------------------------------------ | ---------------- | ------------- | ------------- | ---------- | ---------- | ------- | ------- | --------- | --------- | ------- | -------------------- |
| Nikolaos Gkountoulas Apostolos Gkountoulas | Dois sem         | 6m21s46       | 3º S          | BYE        | BYE        |         |         | 7m07s15   | 5º FB     | 6m53s69 | 3º (9º)              |
| Eleftherios Konsolas Panagiotis Magdanis   | Skiff duplo leve | 6m42s13       | 5º R          | 6m31s13    | 1º S A/B   | 6m40s89 | 4º FB   | 6m31s71   | 2º (8º)   |         |                      |

### Taekwondo
A Grécia conseguiu vaga para uma categoria de peso, conquistada no pré-olímpico, realizado em Baku, no Azerbaijão:
- mais de 80 kg masculino.

### Tênis de mesa
Classificados para o individual masculino:
- Panagiotis Gionis
- Kalinikos Kreanga

### Tiro
Masculino
| Atleta               | Evento | Qualificação | Qualificação | Final       | Final       | Posição |
| Atleta               | Evento | Placar       | Posição      | Placar      | Total       | Posição |
| -------------------- | ------ | ------------ | ------------ | ----------- | ----------- | ------- |
| Efthimios Mitas      | Skeet  | 114          | 25º          | Não avançou | Não avançou | 25º     |
| Nikolaos Mavrommatis | Skeet  | 119          | 9º           | Não avançou | Não avançou | 9º      |

Feminino
| Atleta       | Evento                | Qualificação | Qualificação | Final       | Final       | Posição |
| Atleta       | Evento                | Placar       | Posição      | Placar      | Total       | Posição |
| ------------ | --------------------- | ------------ | ------------ | ----------- | ----------- | ------- |
| Athina Douka | Pistola de ar de 10 m | 369          | 42º          | Não avançou | Não avançou | 42º     |

### Tiro com arco
| Atleta           | Prova                | Rodada de classificação | Rodada de classificação | Ronda dos 64                          | Ronda dos 32           | Ronda dos 16           | Quartos-finais         | Semifinais             | Final                  | Final       |
| Atleta           | Prova                | Placar                  | Pos.                    | Adversário e resultado                | Adversário e resultado | Adversário e resultado | Adversário e resultado | Adversário e resultado | Adversário e resultado | Pos.        |
| ---------------- | -------------------- | ----------------------- | ----------------------- | ------------------------------------- | ---------------------- | ---------------------- | ---------------------- | ---------------------- | ---------------------- | ----------- |
| Evangelia Psarra | Individual masculino | 636                     | 43º                     | IND B. Devi D 2-0, 0-2, 0-2, 1-1, 1-1 | Não avançou            | Não avançou            | Não avançou            | Não avançou            | Não avançou            | Não avançou |